# Kozirevsk
Kozirevsk (rus: Козыре́вск), segons algunes fonts anomenat Koziriovsk (Козырёвск), és un poble (un possiólok) del krai de Kamtxatka, a Rússia, que el 2021 tenia 958 habitants. Pertany al districte d'Ust-Kamtxatsk.